# مارين إيوان
مارين إيوان (بالرومانية: Marin Ion)‏ هو مدرب كرة قدم ولاعب كرة قدم روماني في مركز الدفاع، ولد في 25 مارس 1955 في رومانيا. لعب مع بيهور أوراديا ودينامو بوخارست ورابيد بوخارست وفيكتوريا بوخارست ‏.

## وصلات خارجية
- مارين إيوان على موقع قاعدة بيانات كرة القدم.إي يو (الإنجليزية)
- مارين إيوان على موقع Soccerway.com (الإنجليزية)
- مارين إيوان على موقع عالم كرة القدم.نت (الإنجليزية)